# Ryan Hurst
Ryan Douglas Hurst (ur. 19 czerwca 1976 w Santa Monica) – amerykański aktor filmowy i telewizyjny, najlepiej znany z roli Gerry’ego Bertiera w biograficznym dramacie sportowym Tytani (Remember the Titans) i jako Opie z serialu sensacyjnego nadawanego przez stację FX. Synowie Anarchii (Sons of Anarchy).

## Życiorys
Urodził się w Santa Monica w Kalifornii jako syn Candace Kaniecki, trenerki aktorstwa, i Richarda Douglasa „Ricka” Hursta, profesjonalnego aktora, znanego z roli zastępcy Cletusa Hogga w serialu CBS Diukowie Hazzardu (The Dukes of Hazzard).
W 1993 zadebiutował na szklanym ekranie jako Crunch Grabowski w dwóch odcinkach serialu NBC Byle do dzwonka (Saved By the Bell). 
Znany jest przede wszystkim z postaci Gerry'ego Bertiera, którą wykreował w disneyowskiej produkcji Tytani – niezapomniana drużyna (Remember the Titans, 2000), oraz z drugoplanowego występu w filmie Ladykillers, czyli zabójczy kwintet (The Ladykillers, 2004) – roli niegrzeszącego rozumem, muskularnego przestępcy Lumpa Hudsona. Wystąpił również u boku Mela Gibsona w dramacie wojennym Byliśmy żołnierzami (We Were Soldiers, 2002).

## Filmografia
- 1997 Wysłannik przyszłości jako Eddie March
- 1998 Patch Adams jako Neil
- 1998 Szeregowiec Ryan jako spadochroniarz Mandelsohn
- 2000 Regulamin zabijania jako kapitan Hustings
- 2000 Tytani jako Gerry Bertier
- 2001 Perfect Lover jako Guy
- 2001 Wenus i Mars jako Roberto
- 2002 Byliśmy żołnierzami jako sierżant Ernie Savage
- 2002 Lone Star State of Mind jako Tinker
- 2004 Ladykillers, czyli zabójczy kwintet jako Lump Hudson
- 2006 Noble Things jako Kyle Collins
- 2008 Sons of Anarchy jako Opie Winston
- 2008 Chasing the Green jako Ross Franklin
- 2011 Rango głos Jedidiah
- 2013 CBGB jako Mad Mountain
- 2019 The Walking Dead jako Beta